# Edward Dickinson Baker

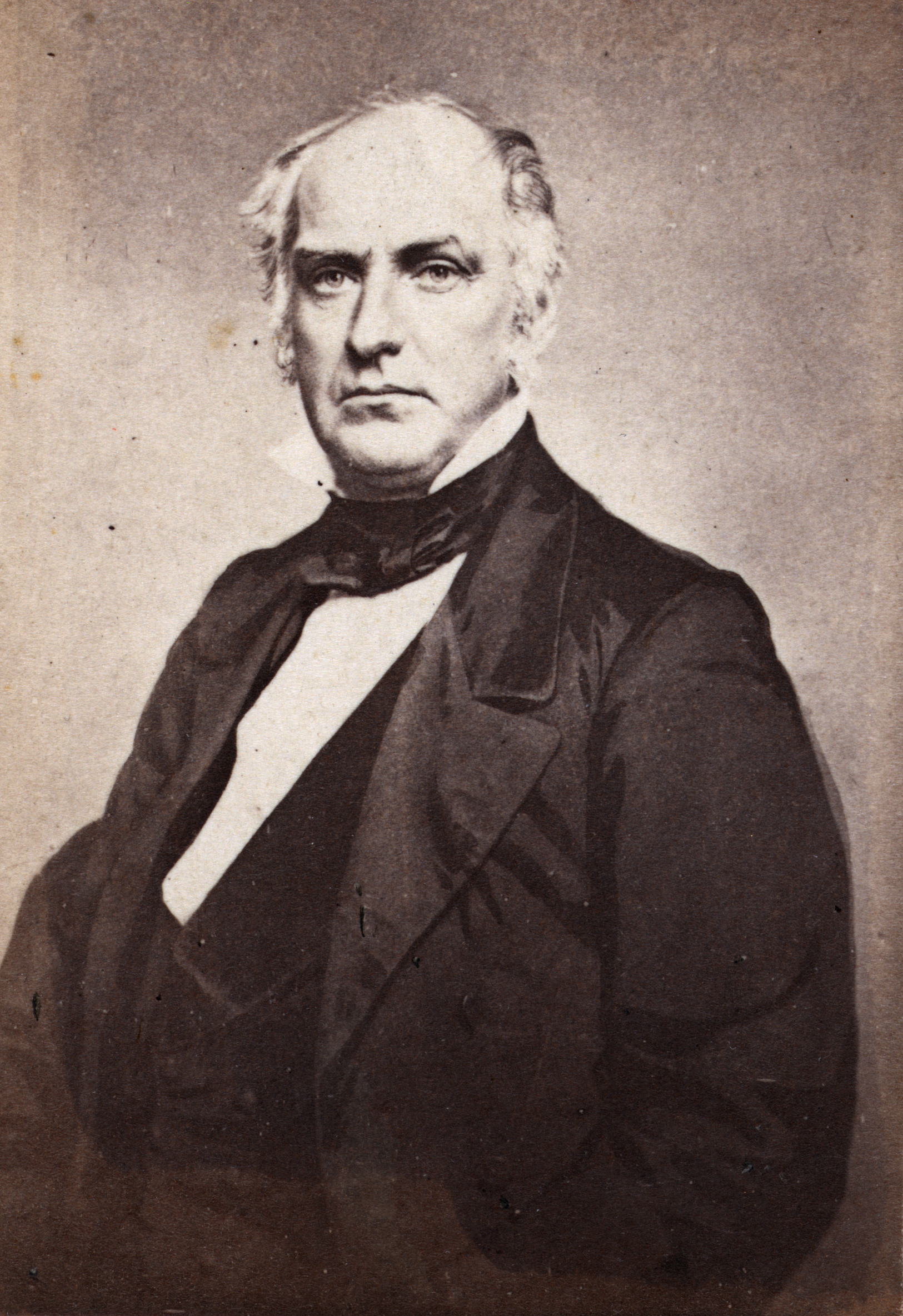
Edward Dickinson Baker

Edward Dickinson Baker, född 24 februari 1811 i London, död 21 oktober 1861 i Loudoun County, Virginia, var en engelsk-amerikansk politiker. Han var ledamot av USA:s representanthus från Illinois 1845–1846 samt 1849–1851 och ledamot av USA:s senat från Oregon från 1860 fram till sin död. Han stupade i slaget vid Ball's Bluff i amerikanska inbördeskriget.
Baker invandrade 1815 till USA med sina föräldrar. Han flyttade 1825 till Illinois och studerade juridik. Han inledde 1830 sin karriär som advokat i Springfield. Han gifte sig 1831 med Mary Ann Lee och paret fick fem barn. Baker lärde känna Abraham Lincoln i mitten av 1830-talet och de förblev goda vänner livet ut. En av Lincolns söner, Edward Baker Lincoln (1846-1850), fick sitt namn efter Edward Dickinson Baker.
Baker gick med i Whigpartiet och efterträdde 1845 John J. Hardin som kongressledamot. Han avgick 1846 och efterträdaren John Henry tillträdde i februari 1847. Baker deltog som överste i mexikanska kriget. Han efterträdde sedan 1849 Thomas J. Turner i representanthuset. Han efterträddes 1851 av Thompson Campbell.
Baker flyttade 1851 till Kalifornien och 1860 till Oregon. Delstatens lagstiftande församling hade inte kunnat enas om en efterträdare åt Delazon Smith vars mandatperiod hade löpt ut i mars 1859. Baker, som hade bytt parti till Republikanska partiet, tillträdde den 2 oktober 1860 som senator för Oregon. Senator Baker deltog som överste i inbördeskriget och stupade i slaget vid Ball's Bluff. Det var den enda incidenten där en sittande ledamot av USA:s senat stupade i inbördeskriget. Baker County, Oregon har fått sitt namn efter Edward Dickinson Baker.